# Hidria Spacefolk
A Hidria Spacefolk egy finn space rock együttes. 1999-ben alakultak Lohjában. Az alapító tagjuk és billentyűsük, Janne Lounatvuori 2008-ban hagyta el a zenekart. Lemezeiket a Wolfgang Records és Exotic Records kiadók jelentetik meg. A space rock műfajon kívül még a progresszív és pszichedelikus rock műfajokban is játszanak. Gyakran az Ozric Tentacleshöz és a Kingston Wallhoz hasonlítják a zenéjüket a műfaj rajongói, illetve a kritikusok. Maga a zenekar "Astro-Beat" névvel illeti stílusát. Olyan hangszereket lehet hallani dalaik során, mint a hegedű, didzseridu, mandolin, vibrafon, szitár, cselló. Először egy EP-t dobtak piacra 2001-ben, első nagylemezüket 2004-ben adták ki. Magyarországon eddig egyszer koncerteztek, 2006-ban, az A38 Hajón.

## Tagok
- Mikko Happo – gitár
- Olli Kari – ütőhangszerek, marimba, vibrafon
- Sami Wirkkala – gitár
- Kimmo Dammert – basszusgitár
- Teemu Kilponen – dob
- Veikko Aallonhuippu – billentyű, szintetizátor

### Korábbi tagok
- Janne Lounatvuori – billentyű (1999-2008)

## Diszkográfia

### Stúdióalbumok
- Symbiosis (2002)
- Balansia (2004)
- Symetria (2007)
- Astronautica (2012)

### Koncertalbumok
- Live Eleven am (2005)
- Live at Heart (2007)

### Középlemezek
- HDRSF-1 (2001)

### Válogatásalbumok
- Violently Hippy RMXS (remix album, 2004)